# Kitty Hawk
Kitty Hawk egy kisváros az Amerikai Egyesült Államokban, Észak-Karolina államban. A 2000-es adatok szerint a település lakossága 2991 fő. A várost az 1700-as évek elején alapították, Chickahawk néven.
A város hírnevét a Wright fivéreknek köszönhetik, ők ugyanis itt hajtották végre első repüléseiket a Flyer I-gyel.

## Demográfia
A 2000-es népszámláláskor 2991 ember élt a településen, 1265 háztartásban. A népsűrűség 141,2 fő/km². A város lakosságának 98,13% fehér, 0,64% afroamerikai, és 0,23%-a indián
1. ↑  2020. évi népszámlálás az Egyesült Államokban. 2020. évi népszámlálás az Egyesült Államokban . (Hozzáférés: 2022. január 1.)